# Ailly-sur-Noye
Ailly-sur-Noye är en kommun i departementet Somme i regionen Hauts-de-France i norra Frankrike. Kommunen ligger i kantonen Ailly-sur-Noye som tillhör arrondissementet Montdidier. År 2022 hade Ailly-sur-Noye 2 669 invånare.

## Befolkningsutveckling
Antalet invånare i kommunen Ailly-sur-Noye
| Referens: INSEE |